# Drehkopfverschluss

Entriegelung eines Drehkopfverschlusses in einem Gaskolbenlader; der Drehkopfverschluss besteht aus dem #9944CC (hier mit Gaskolben) und dem #F00
Waffen mit obigem Aufbau sind z. B. Kalaschnikow, PK, IWI ACE, Tavor und Negev und MG5.

Der Drehkopfverschluss ist ein verriegelndes Verschluss-System für Handfeuerwaffen, das aus einem Verschlussträger und einem drehbar gelagerten Verschlusskopf besteht.

## Funktionsprinzip

Verschlussköpfe

Der Verschlusskopf verfügt in der Regel über zwei oder mehrere Verriegelungswarzen und wird am Ende des Verschlussvorlaufs, nach dem Zuführen der Patrone, über eine Steuerkurve im Verschlussträger (z. B. M16) oder Verschlusskopf (z. B. FG-42 und IWI Tavor) in eine Drehbewegung gezwungen. Dadurch greifen die Verriegelungswarzen des Verschlusskopfs ähnlich wie bei einem Bajonettverschluss in passgenaue Nuten hinter dem Patronenlager, wodurch der Verschluss verriegelt.
Nach dem Schuss sorgen der zurückgleitende Verschlussträger und die Steuerkurve für eine entgegengesetzte Drehung des Verschlusskopfes. Dadurch wird dieser entriegelt, läuft gemeinsam mit dem Verschlussträger zurück und gibt den Lauf frei. In dieser Bewegung wird die verschossene Hülse ausgezogen und beim Anschlag an den Auswerfer durch das Auswurffenster ausgeworfen. Zu Beginn der Rücklaufbewegung spannt der Verschlussträger das Schlagstück. Im darauf folgenden Vorlauf schiebt der Verschlusskopf die nächste Patrone aus dem Magazin ins Patronenlager ein und verriegelt den Verschluss, wonach die Waffe wieder feuerbereit ist.

Drehkopfverschluss des SIG 550
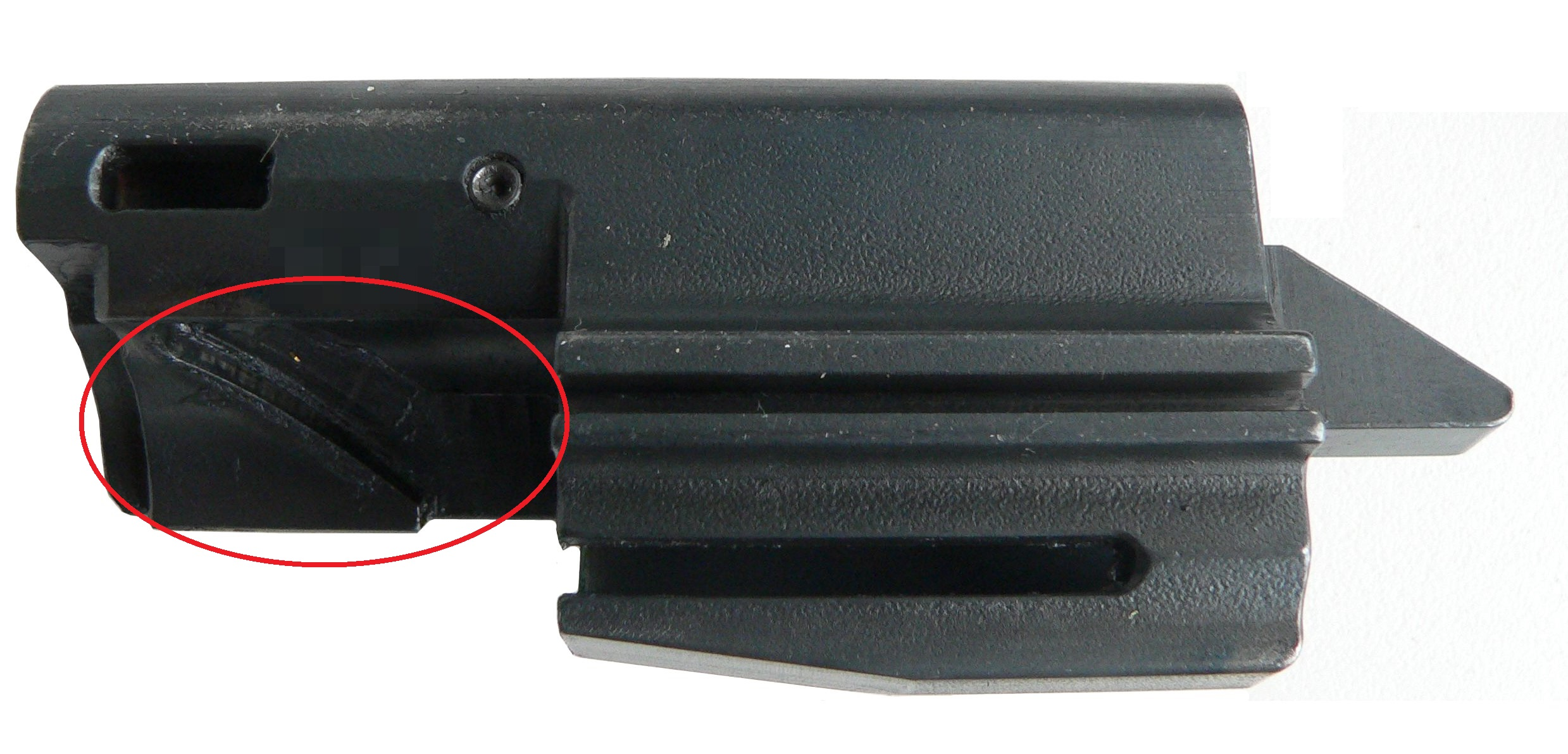
Verschlussträger
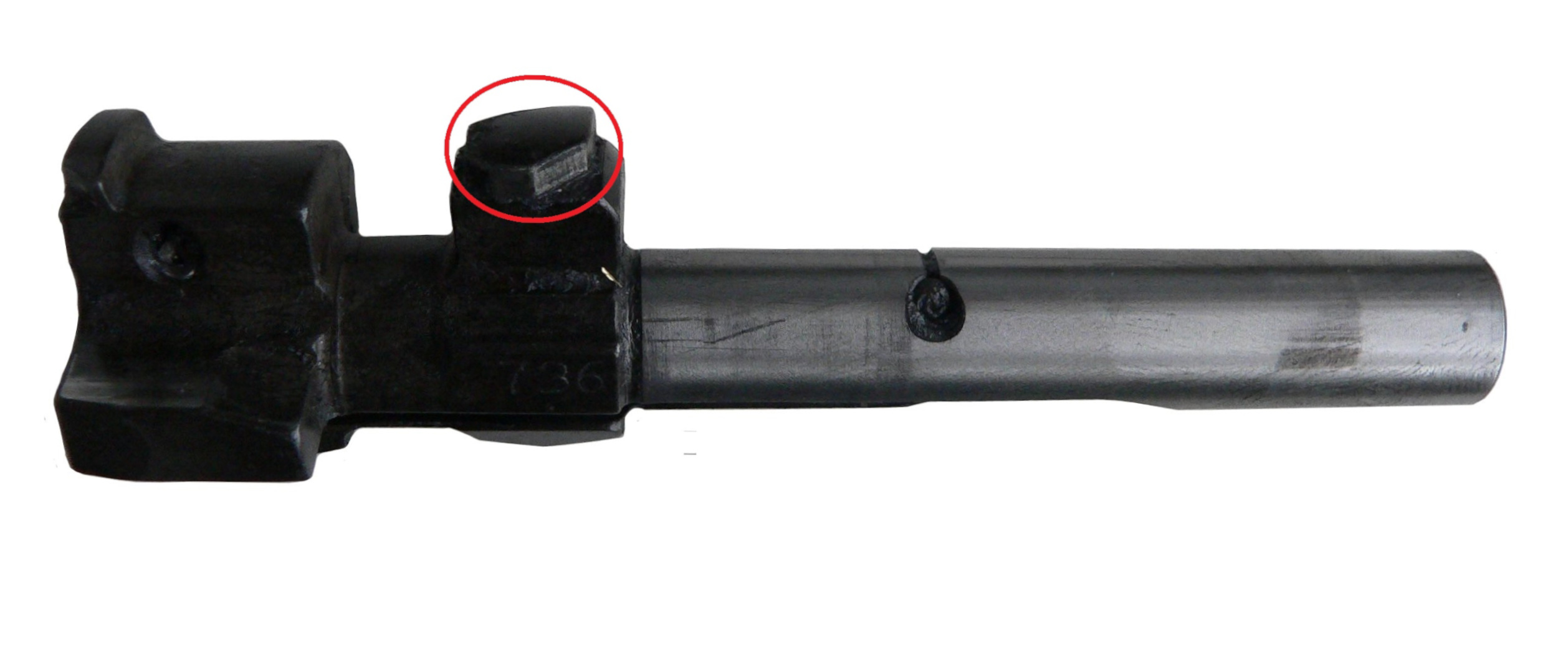
Verschlusskopf
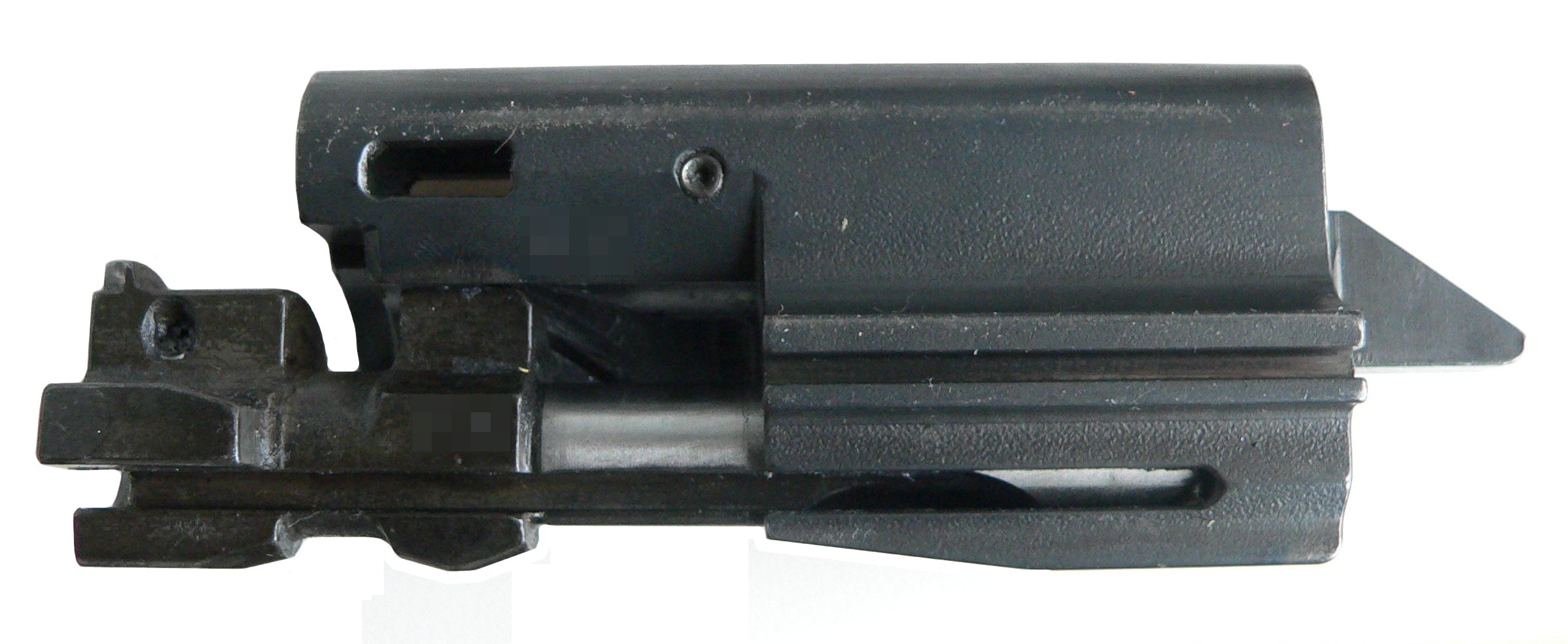
Verschlusskopf im Verschlussträger

## Vorteile des Drehkopfverschlusses

Ein Drehkopfverschluss verriegelt oft direkt im Lauf.

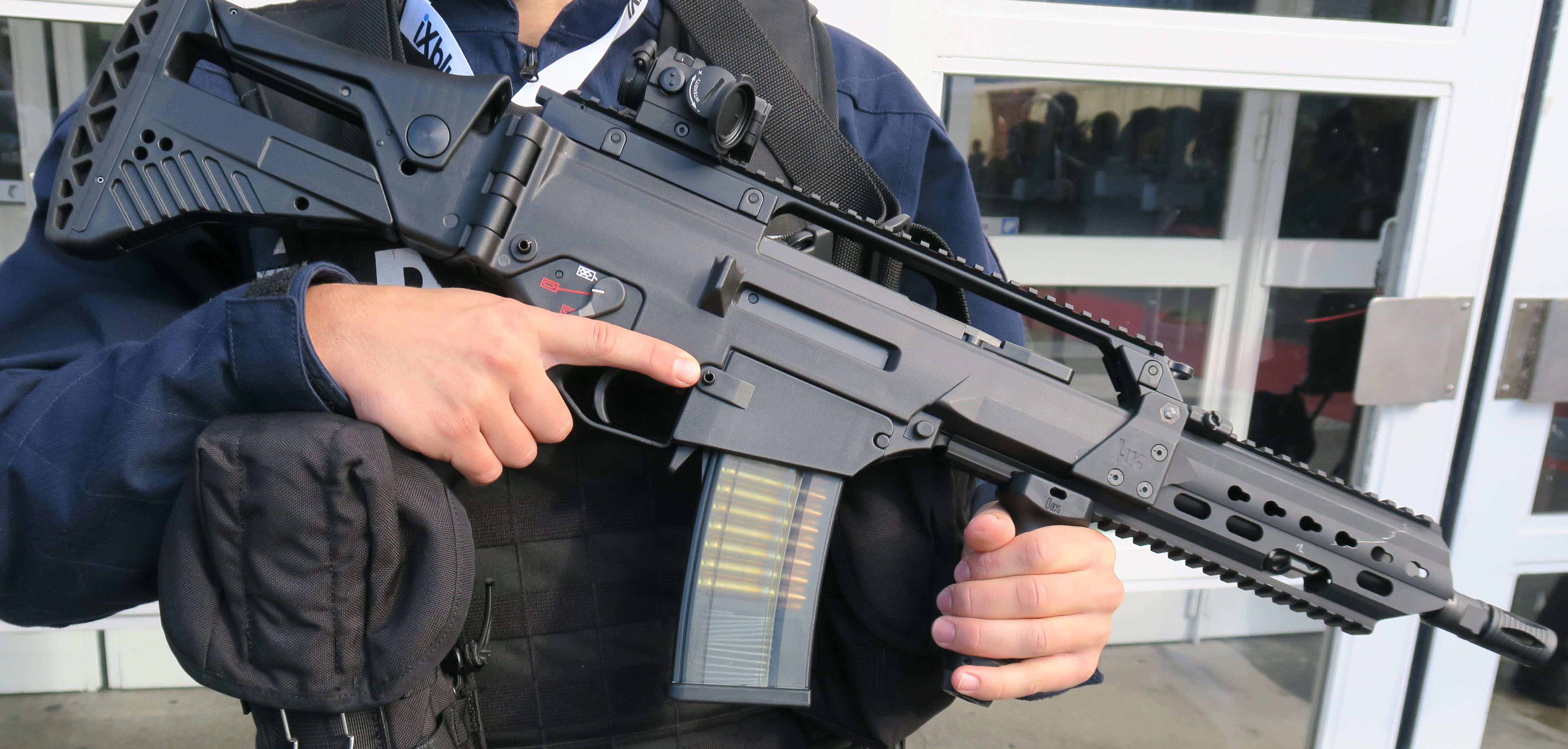
Sturmgewehr G36

Ein Vorteil des Drehkopfverschlusses ist, dass er direkt hinter dem Patronenlager, das einen Teil des Laufs bildet, verriegelt. Dadurch werden die Rückstoßkräfte nicht ins Waffengehäuse, sondern in den Lauf geleitet, wodurch das Gehäuse schwächer – und damit leichter – als bei anderen Verschlusssystemen (zum Beispiel Kippblockverschluss oder Stützklappenverschluss) ausgeführt werden kann. So besteht z. B. das Gehäuse des G36 aus glasfaserverstärktem Kunststoff mit Stahleinlagen. Der Drehkopfverschluss gilt zudem als sehr zuverlässig. So hat z. B. das Kord einen Drehkopfverschluss, was dessen Zuverlässigkeit gegenüber seinem Vorgänger – dem NSW – erhöht. Aus diesen Gründen hat sich der Drehkopfverschluss bei modernen Schnellfeuerwaffen mehr und mehr durchgesetzt.

## Waffen mit Drehkopfverschluss
Als erste Waffen mit Drehkopfverschluss können das Infanteriegewehr Mannlicher Modell 1895 und der Mannlicher-Karabiner Modell 1893 gelten. Spätere Entwicklungen waren das MG 34, die Kalaschnikow-Waffen, das SIG 550, der Karabiner 31, das M16, das G36 und das Steyr AUG (Sturmgewehr 77). Rückstoßlader mit kurz zurückgleitendem Lauf und Drehkopfverschluss sind z. B. das MG 34 und M82. Eine Besonderheit sind die Pistolen Desert Eagle und AutoMag, die als Faustfeuerwaffen einen Drehkopfverschluss haben. Weitere Waffen mit Drehkopfverschluss sind u. a. die Winchester 1200 (Schrotflinte) und Oerlikon KBA (Maschinenkanone).

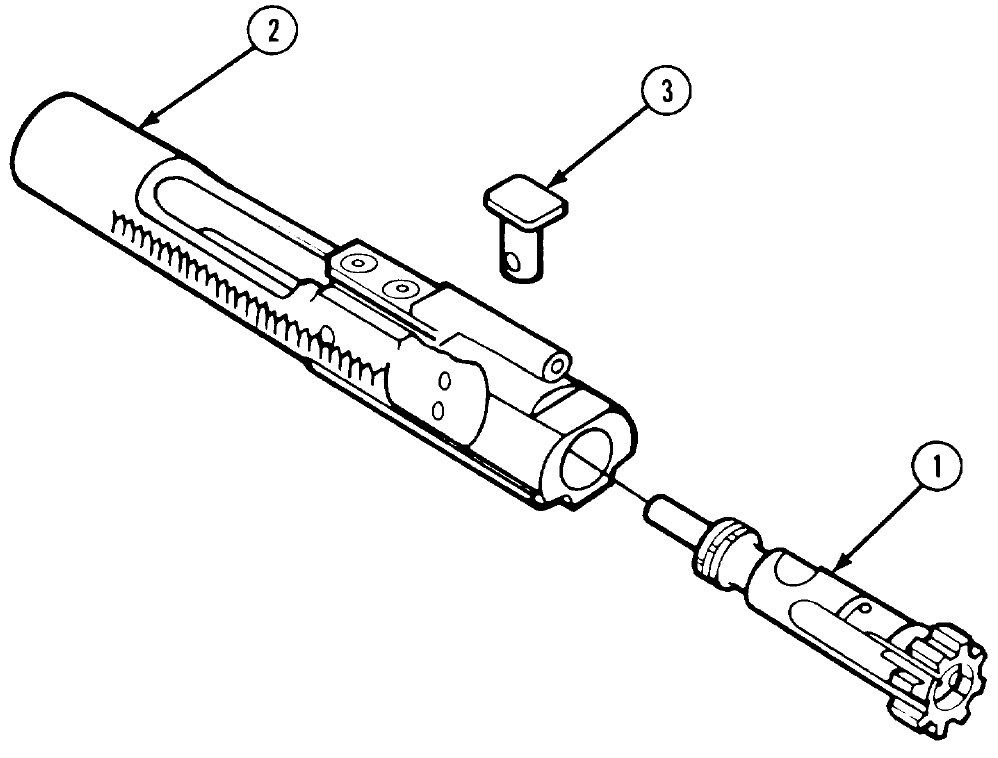
Verschluss des M-16: 1: Verschlusskopf 2: Verschlussträger 3: Steuerbolzen
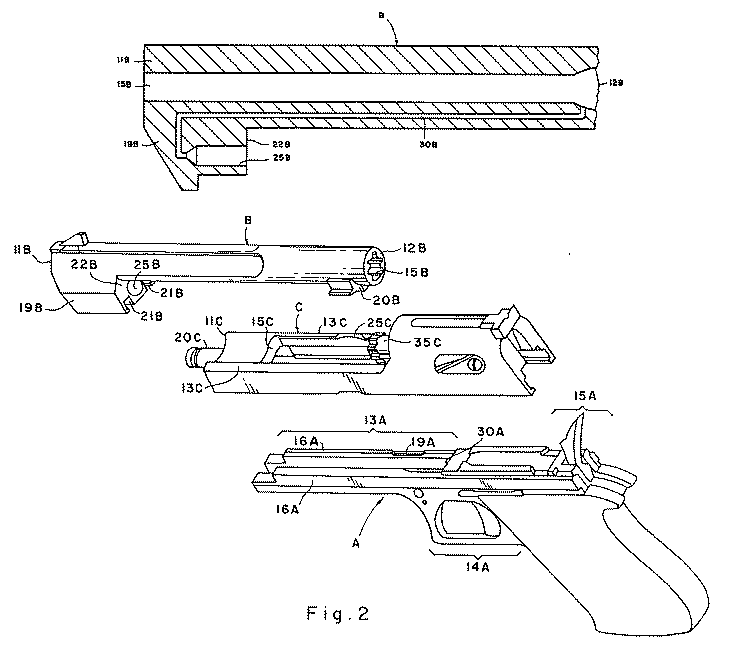
Desert Eagle
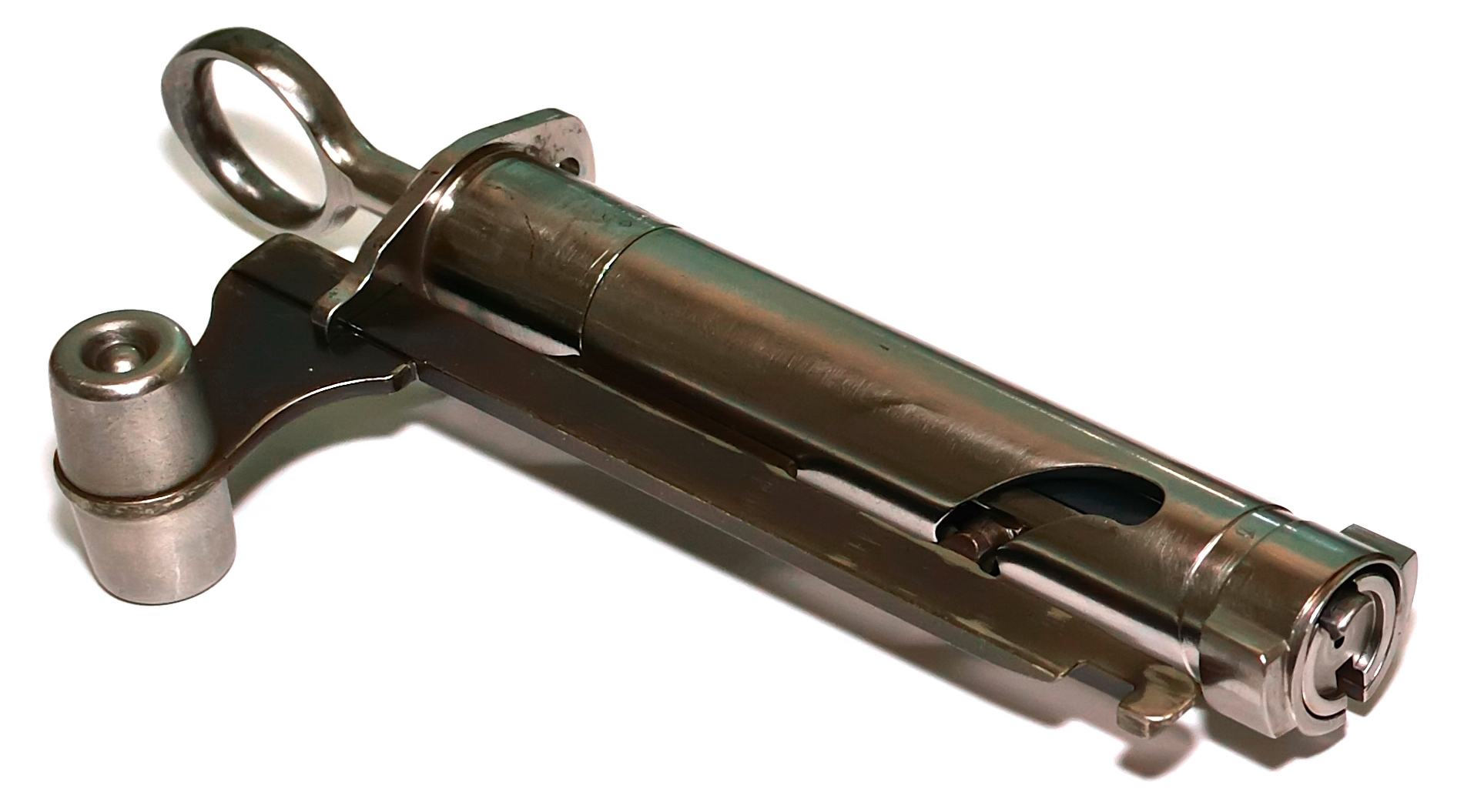
Auf Drehkopfverschluss basierender Geradezugverschluss eines Karabiners 31